# Joris Van Hout
Joris Van Hout (Mol, 10 gennaio 1977) è un ex calciatore belga, di ruolo di attaccante.

## Carriera
Conta 83 presenze e 11 gol in Bundesliga.

## Palmarès

### Club

#### Competizioni nazionali
- Supercoppa del Belgio: 1

Anderlecht: 2001
- Campionato tedesco di seconda divisione: 1

Bochum: 2005-2006